# Griswoldia
Griswoldia là một chi nhện trong họ Zoropsidae. Chi này được miêu tả năm 1997 bởi Dippenaar-Schoeman & Jocqué.

## Các loài
- Griswoldia acaenata (Griswold, 1991)
- Griswoldia disparilis (Lawrence, 1952)
- Griswoldia leleupi (Griswold, 1991)
- Griswoldia meikleae (Griswold, 1991)
- Griswoldia melana (Lawrence, 1938)
- Griswoldia natalensis (Lawrence, 1938)
- Griswoldia punctata (Lawrence, 1942)
- Griswoldia robusta (Simon, 1898)
- Griswoldia sibyna (Griswold, 1991)
- Griswoldia transversa (Griswold, 1991)
- Griswoldia urbensis (Lawrence, 1942)
- Griswoldia zuluensis (Lawrence, 1938)